# バタン諸島

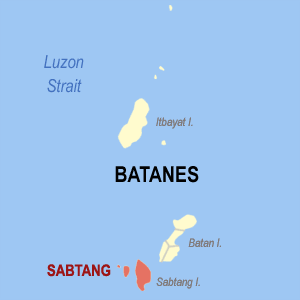
バタン諸島

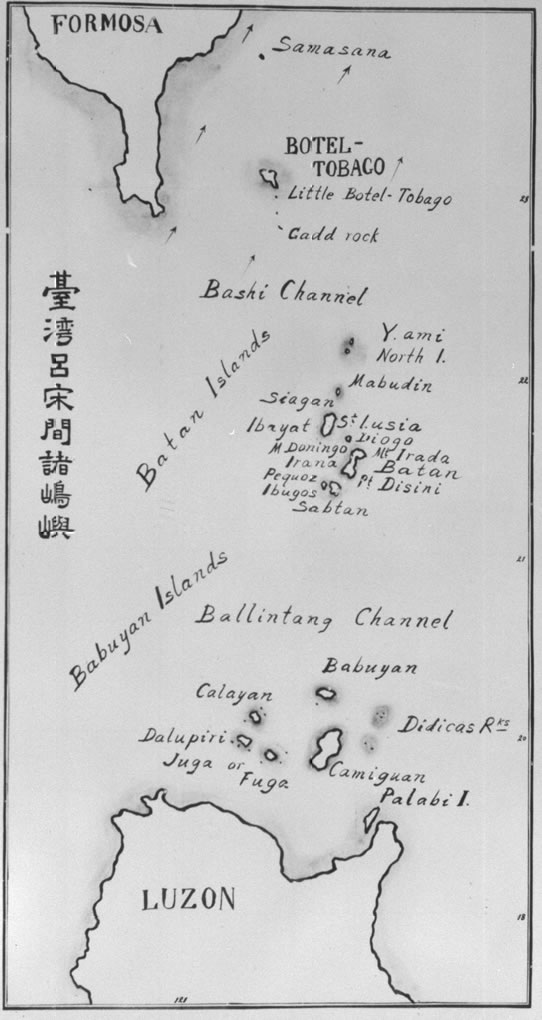
ルソン島と台湾の間の諸島

バタン諸島（バタンしょとう、Batanes Islands）はフィリピン最北部の諸島。ルソン島の北にあり、バタネス州を構成する。南のバリンタン海峡をはさんでバブヤン諸島（カガヤン州の一部）が、北のバシー海峡をはさんで台湾がある。

## 概要
大きな島はイトバヤット島、バタン島、サブタン島の三つで、人が住んでいるのもこの三つの島だけである。バタン島北部のバスコが一番大きな町で、マニラからの航空便もあるバタネス州の州都。北から南へ主な島の名を列挙すると以下となる。
- マヴディス島（Mavudis） - 同州最北端にしてフィリピン最北端の島。別名ヤミ島（Y'Ami）。バシー海峡をはさんで約110km北には中華民国（台湾）に所属する蘭嶼がある。
- ノース島（North）
- マビューディス島（Mabudis）
- ミサンガ島（Maysanga）
- シアヤン島（Siayan） - 別名ディタレム島（Ditarem）。
- イトバヤット島（Itbayat） - 人が常駐する島としてはフィリピン最北地である。南北に長く、北部に標高約270mの最高地点がある。南部に小規模な飛行場がある。周囲は崖地となっている。
- ディオゴ島（Diogo） - 別名ディネム島（Dinem）。
- バタン島（Batan） - 南北に長く、平面は亜鈴形である。北西部に、バスコという町があり、滑走路長約1,200mの飛行場が隣接している。
- サブタン島（Sabtang）
- イヴホス島（Ivuhos） - 別名ボハス島（Vuhus）。
- デケイ島（Dequey） - 別名ディアデケイ島（Diadekey）